# Guerau de Rocabertí
Guerau de Rocabertí (?-1497) pertanyia al llinatge dels Rocabertí de Cabrenys. Fou fill i hereu de Dalmau de Rocabertí i d'Erill i Beatriu de Cervelló. Del pare heretà la baronia de Cabrenys i de la mare el castell de Sant Martí Sarroca. Com el seu pare i els seus oncles, participà en la guerra civil al costat del rei Joan II d'Aragó i, com el seu pare, fou fet presoner al principi del conflicte. El 1469 ja consta com a alliberat. Es va casar amb Elionor de Montcada i van tenir dos fills: Hug, que no va viure gaire temps, i Pere de Rocabertí i de Montcada, l'hereu.